# Morinda leiantha
Morinda leiantha är en måreväxtart som beskrevs av Wilhelm Sulpiz Kurz. Morinda leiantha ingår i släktet Morinda och familjen måreväxter. Inga underarter finns listade i Catalogue of Life.